# Ricardo Gomes (atleta)
Ricardo Gomes de Mendonça (Natividade, 31 de janeiro de 1990) é um atleta paralímpico brasileiro. Competiu nos Jogos Paralímpicos de Verão de 2024, onde conquistou uma medalha de ouro no Atletismo, na modalidade 100m - T37.

## Biografia
Ricardo foi recomendado a praticar um esporte como parte de sua reabilitação e escolheu o atletismo porque já o praticava antes de sua deficiência. Ele conquistou a medalha de bronze nos Jogos Paralímpicos de Verão de 2020 em Tóquio na prova de 200 metros rasos T37. A classe T37 é destinada a atletas paralisados cerebrais andantes.

## Premiações
- Ouro nos 100m nos Jogos Paralímpicos de Verão de 2024, em Paris[5]
- Ouro nos 100m no Mundial de Kobe 2024
- Ouro nos 100m e 200m nos Jogos Parapan-Americanos de 2023 em Santiago
- Ouro nos 100m no Mundial Paris 2023
- Ouro nos 200m no Mundial Paris 2023
- Bronze no revezamento 4x100m misto no Mundial Paris 2023[6]
- Bronze nos 200m nos Jogos Paralímpicos de Verão de 2020, ocorridos em 2021 em Tóquio[7]